# Xenorhina ocellata
Espèce
Synonymes
- Xenobatrachus ocellatus (Van Kampen, 1913)

Statut de conservation UICN

 DD  : Données insuffisantes
Xenorhina ocellata est une espèce d'amphibiens de la famille des Microhylidae.

## Répartition
Cette espèce est endémique du centre de la province indonésienne de Papouasie en Nouvelle-Guinée occidentale. Elle est présente entre 2 000 et 2 800 m d'altitude,.

## Étymologie
Son nom d'espèce, du latin ocellata, à l'origine du mot français ocelle, « petits yeux », lui a été donné en référence à la grande tache présente au niveau de l'aine

## Publication originale
- Van Kampen, 1913 : Amphibian, gesammelt von der Niederländischen Süd Neu-Guinea-Expedition von 1909-10. Nova Guinea, vol. 9, p. 453-465 (texte intégral).